# Enki Bilal
Enki Bilal (Belgrado, 7 de octubre de 1951) es un dibujante, guionista y director de cine francés.

## Biografía

### Inicios
Enki Bilal (Enes Bilanović) nació en 1951 en Belgrado, de madre checa y padre bosnio. Allí tuvo su primer contacto con el cine y la pintura: un mediometraje, «un West Side Story yugo-socialista de después de la guerra» (prefacio a l'Etat de Stocks), en el que interpreta a un pequeño pintor callejero.
En 1960 se trasladó con su familia a París para reencontrarse con su padre. Se instalaron en las afueras de la gran ciudad, lejos de las luces y los lujos, pero no de «la violencia urbana: los coches, el ruido, los transportes públicos, el alumbrado público nocturno. Para un niño, todo esto era profundamente impresionante».
Bilal comenzó Bellas Artes, pero su paso por dichos estudios fue fugaz.
En 1972 publicó su primera obra, Le Bol Maudit en la revista Pilote, como consecuencia de un concurso organizado por esta. Anteriormente había enviado muestras de su trabajo a René Goscinny quien, sin aceptarlas todavía, le animó a perseverar. En Pilote, Bilal entra en contacto con diversos artistas: Bretéchér, Druillet, Giraud, Mézières...
Sus primeros trabajos son pequeñas historias de ciencia ficción, que le hicieron labrarse fama de imitador de Mœbius, así como ilustraciones para las páginas de actualidad de Pilote.

### Reconocimiento
En 1975 comenzó su colaboración con el guionista Pierre Christin, con quien realizó la serie de relatos fantásticos-políticos Légendes d'aujourd'hui. Hasta el año 1983 firmaron cinco álbumes: La cruzada de los olvidados, El navío de piedra, La ciudad que nunca existió, Las falanges del orden negro y Partida de caza.
En 1980 comenzó la publicación en Pilote de su primer álbum como autor completo: La feria de los inmortales, primera parte de la La Trilogía Nikopol.
En 1982, el director de cine Alain Resnais pidió a Bilal que diseñara los decorados de La Vie es un Roman, su última película. En 1985, colaboró de nuevo en una película, en este caso El nombre de la rosa, de Jean-Jacques Annaud.
La mujer trampa, segunda parte de la Trilogía Nikopol, apareció en 1986. Convertido ya un autor consagrado, Bilal se lanzó con este álbum a un ejercicio de experimentación gráfica y narrativa. Por las mismas fechas ilustró los textos de Patrick Cauvin en Fuera de juego. Fue también en este año cuando apareció el volumen L'Etat des stocks, que recopilaba ilustraciones y otro material gráfico (en 1999 y 2006 se publicaron sendas ediciones ampliadas y actualizadas de la obra, tituladas, respectivamente, L'Etat des stocks. Milleneufcentquatrevingtdixneuf y Nouvel état des stocks).
Al año siguiente, Bilal ganó el Gran Premio del 14.º Salón Internacional del Cómic de Angoulême.

### La vocación cinematográfica
En 1989 dirigió por primera vez una película: Bunker Palace Hotel, protagonizada por Jean-Louis Trintignant y Carole Bouquet, que obtuvo críticas positivas, así como aceptación por parte del público.
En 1991 se estrenó Roméo et Juliette, con coreografía de Angelin Preljocaj, en la que Bilal fue el responsable de los decorados y del diseño del vestuario. Al año siguiente, colaboró en la opera O.P.A. Mia de André Engel y Denis Levaillant.
En 1992, y en colaboración con el galerista Christian Desbois, realizó la exposición Transit en el Gran Arco de la Defensa de París.
Tras 12 años desde la publicación del primer tomo, en 1992 apareció la última parte de la Trilogía Nikopol: Frío Ecuador. Fue elegido mejor libro del año (de todos los géneros) por la revista francesa Lire.
Dos años después apareció Sangre Azul, recopilación de dibujos y pinturas expuestas en la galería de su amigo Christian Desbois y centradas en los personajes de la Trilogía Nikopol.
La segunda película de Bilal como director, Tykho moon, se estrenó en 1997. En esta ocasión no obtuvo éxito de público ni de crítica, y sólo pasó fugazmente por las pantallas francesas. Sin embargo, en Japón ocurrió lo contrario, convirtiéndose en un film de culto.

### Regreso al cómic
En 1999 y tras seis años de ausencia, se produjo el regreso de Bilal al mundo del cómic con El sueño del monstruo, la primera parte de una nueva serie (planteada inicialmente como una trilogía, aunque actualmente está previsto que sea una tetralogía). En 2003, apareció su continuación, 32 de diciembre, en 2006 Cita en París y en 2007 ¿Cuatro?. Si el primer tomo de esta serie estaba muy influenciado por los conflictos bélicos de los Balcanes, en el segundo la inspiración proviene de los atentados terroristas a las Torres Gemelas en Nueva York.
Previamente, en 2000, se había publicado una nueva colaboración de Bilal con Pierre Christin, Le sarcophage donde se encargaba de ilustrar un texto de éste basado en el Accidente de Chernóbil.
En 2004 se estrenó su tercer largometraje como director, Immortel: ad vitam. Adaptación libre de los dos primeros álbumes de la Trilogía Nikopol, este filme combina los actores reales con imágenes de síntesis generadas por ordenador (así están creados la mayoría de los personajes y la totalidad de los escenarios).
En los últimos años la fama de Bilal ha ido en aumento, lo que ha propiciado que se desarrollen exposiciones de su obra en diversas ciudades europeas. En marzo de 2007, un dibujo original de su serie Bleu sang (1994) alcanzó los 177.000 euros en una subasta, todo un récord para un cómic francés en su momento.

## Obra

### Cómic
- Le bol maudit (1972).

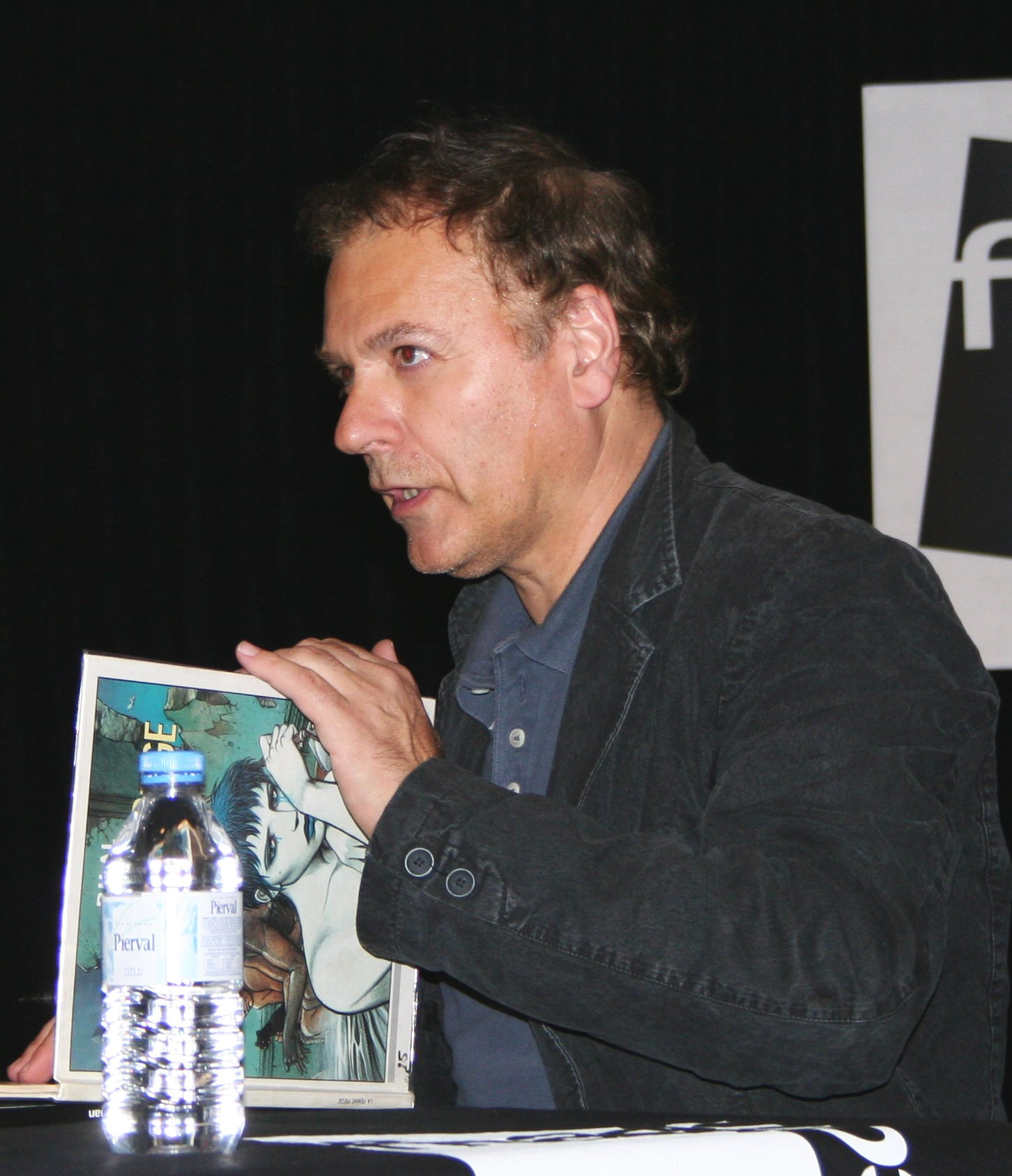
Enki Bilal con La Femme piege durante la presentación en la Fnac de Rendez-vous à Paris.

- El crucero de los olvidados (Le croisière des oubliés) (1975). Guion: Pierre Christin.
- El navío de piedra (Le vaîsseau de Pierre) (1976). Guion: Pierre Christin.
- La ciudad que nunca existió (La ville qui n'esistait pas) (1977).Guion: Pierre Christin.
- Doble dimensión (Mémoires d'Outre-Space) (1978).
- Exterminador 17 (Exteminateur 17) (1978). Guion: Jean-Pierre Dionnet.
- Las falanges del orden negro (Les Phalanges de l'Ordre Noir) (1979). Guion: Pierre Christin.
- La feria de los inmortales (La foire aux inmortels) (1980).
- Partida de caza (Partie de chasse) (1983). Guion: Pierre Christin.
- Los Ángeles, L'étoile oubbliée de Laurie Bloom (1984). Guion: Pierre Christin.
- La mujer trampa (La Femme piege) (1986).
- L'etat des stocks (1986).
- Fuera de juego (Hors-Jeu) (1987). Guion: Patrick Cauvin.
- Coeurs sanglants (1989). Guion: Pierre Christin.
- Frío Ecuador (Froid Équateur) (1992).
- Sangre azul (Bleu sang) (1994).
- El sueño del monstruo (Le sommeil du monstre) (1998).
- Tykho moon, livre d'un film (1998).
- Un Siecle d'Amour (1999). Ilustración del libro de Dan Franck.
- L'etat des stocks. Milleneufcentquatrevingtdixneuf (1999).
- Le Sarcophage (2000). Guion: Pierre Christin.
- 32 de diciembre (32 Decembre) (2003).
- Nouvel état des stocks (2006).
- Cita en París (Rendez-vous à Paris) (2006).
- ¿Cuatro? (Quatre?) (2007).
- Animal'Z (2009).
- Julia & Roem (2011).
- Bug (2018).

#### Obras publicadas en español (por editoriales)
Nueva Frontera
colección humanoides
- Exterminador 17 (1981)

Distrinovel Dargaud
colección Leyendas de hoy
- La feria de los inmortales (1983)
- La ciudad que nunca existió (1983)[2]

Toutain Editor
colección Grandes autores europeos
- Partida de caza (1985)

Norma Editorial
colección Cimoc extra color
- La mujer trampa (1987)
- Las falanges del orden negro (1988)
- Doble dimensión (historia cortas) (1989)
- La feria de los inmortales (1989)
- El navío de piedra (1993)
- Frío ecuador (1993)

colección Enki Bilal (cartoné)
- El sueño del monstruo (1999)
- La feria de los inmortales (2002)
- La mujer trampa (2002)
- Frío ecuador'' (2002)
- El navío de piedra (2003)
- 32 de Diciembre (2003)
- La ciudad que no existía (2003)[3]
- El crucero de los olvidados (2003)
- Exterminador 17 (2003)
- Las falanges del orden negro (2004)
- Partida de caza (2005)
- Cita en París (2006)
- ¿Cuatro? (2007)
- Animal'Z (2010)
- Julia & Roem (2011)
- El color del aire (2015)
- Bug (2018)

fuera de colección
- Fuera de juego (libro ilustrado) (1988) y reedición en (2014)
- Sangre azul (1994)

Ediciones B
colección Dragon pocket (formato bolsillo)
- Exterminador 17 (1990)

Revista de comics
- La ciudad que nunca existió serializada en Comix Internacional (Toutain Editor)
- La feria de los inmortales serializada en Comix Internacional (Toutain Editor)
- Los comandos del orden negro serializada en Vértigo (revista de comics) (Nueva Frontera)[4]
- El crucero de los olvidados serializada en Vértigo (revista de comics) (Nueva Frontera)
- El navío de piedra serializada en Vértigo (revista de comics) (Nueva Frontera)
- Partida de caza serializada en Tótem (Nueva Frontera)

### Filmografía
- Bunker Palace Hôtel (1989).
- Tykho Moon (1997).
- Immortel, ad vitam (2004).